# 柳中古城遗址
柳中古城遗址（維吾爾語：لۈكچۈن قەدىمىي شەھەر خارابىسى‎）是位于中华人民共和国新疆维吾尔自治区吐鲁番市鄯善县鲁克沁镇的古城遗址，现存遗址最早源自唐代，不过也存有吐鲁番回部札萨克多罗郡王额敏和卓的郡王府遗址和19世纪修建的城墙。柳中古城遗址面积达2平方千米，但保存不佳，现仅存西侧城墙数处。柳中古城遗址是第七批全国重点文物保护单位。

## 地理位置
柳中古城遗址位于中华人民共和国新疆维吾尔自治区吐鲁番市鄯善县鲁克沁镇西侧的阔纳夏村内。东侧连通鄯善县城，西为吐鲁番市高昌区；东南穿越库鲁克塔格山、哈顺沙漠，连接敦煌，是丝绸之路中位于吐鲁番盆地的要驿。遗址位于火焰山南侧的平原之中，三面环山，地形整体上北高南低，海拔低于-25米。

## 建城历史
柳中之汉名因回鹘语对音再转为汉字表述时，产生的名称众多，如六种、鲁陈、吕中、鲁克尘、柳城、鲁珍城等皆指柳中。今名鲁克沁亦是如此。
柳中城于东汉永平年间设置，戊己校尉关宠率数百人于车师前国柳中城屯田戍边。不过东汉政权不稳，难以长期稳定的经营西域。柳中城在东汉、匈奴间数度易手。东汉管理柳中城的戊己校尉也数遭裁撤。直至延光二年（123年），汉安帝遣班勇任西域长史，班勇将西域长史府府治设置于柳中城，并率领500军兵在此屯田。班勇以柳中城为核心，先后控制车师前、后部、焉耆、龟兹、疏勒等，东汉势力延伸至整个西域。东晋时期，前凉君主张骏击败戊己校尉赵贞，新置田地县，县治置于该城。该城由高昌郡管辖。北凉统治时期，历经多年发展的田地县升为田地郡，此城又作为郡治、附郭县治。麹氏高昌时期又作田地公、平远府治所。
唐灭高昌时，唐军迅速攻下田地，并直逼高昌城。麹氏高昌君主麹文泰闻唐军将至受惊而死，其子麹智盛降唐。唐灭高昌后设立西州，并开始撤郡设县。柳中县于此时成立。现存柳中古城遗址内城便兴建始于唐代贞观年间，唐《元和郡县志》载“柳中縣，中下。西至州三十里。貞觀十四年置。當驛路，城極險固。天山，在縣東北。大沙海，在縣東南九十里。”在遗址内也出土有唐代等时代的钱币。历经回鹘高昌、西辽的统治时，柳中城并未被破坏，经济、文化继续发展。
元朝建立后，吐鲁番、鄯善一带经历高昌回鹘亦都护火赤哈儿·的斤与窝阔合后裔海都及察合台后裔都哇的战争，高昌等城走向衰弱，但柳中城并未遭到严重破坏。明永乐十一年（1413年），使者陈诚途径柳中城，作诗《鲁陈城》，并在《西域番国志》中，记载该城“四面多田园，流水环绕，树林阴翳……气候和暖，人民淳朴。”永乐四年（1406年）到正统十三年（1448年），柳中城作为吐鲁番盆地重镇之一，多次向明朝朝贡。16世纪开始，鲁克沁的伊斯兰教宗教领袖在柳中古城西侧修建住宅，因此后额敏和卓被封为吐鲁番回部札萨克多罗郡王，该住宅被称为郡王府，当地人称王爷台。清乾隆年间，额敏和卓率部降清，柳中城并入清朝版图。19世纪，阿古柏统治鲁克沁时扩建柳中城，柳中城外城城墙便是此时修建。到光绪二十八年（1902年），古城开东门、西门，南北无门。城内有一条上盖凉棚的主街，街道两侧为餐馆、摊位。当时鲁克沁居民超过6000人，2000户，居民不再仅居住在古城城墙内。
20世纪以降，柳中古城不断面临破坏。郡王府在民国二十一年（1932年）因战乱损毁。后重建，文化大革命时期再次被毁。在人类活动的影响下，柳中古城的城墙、房屋等遗址被现代住房逐渐占据，居住区向城址外延伸。城内原本的5条道路增至超过30条道路组成的道路网。农田耕地由地势较低区域扩展至城址周边，面积增大。城址附近原存河道也已完全消失。

## 考察保护

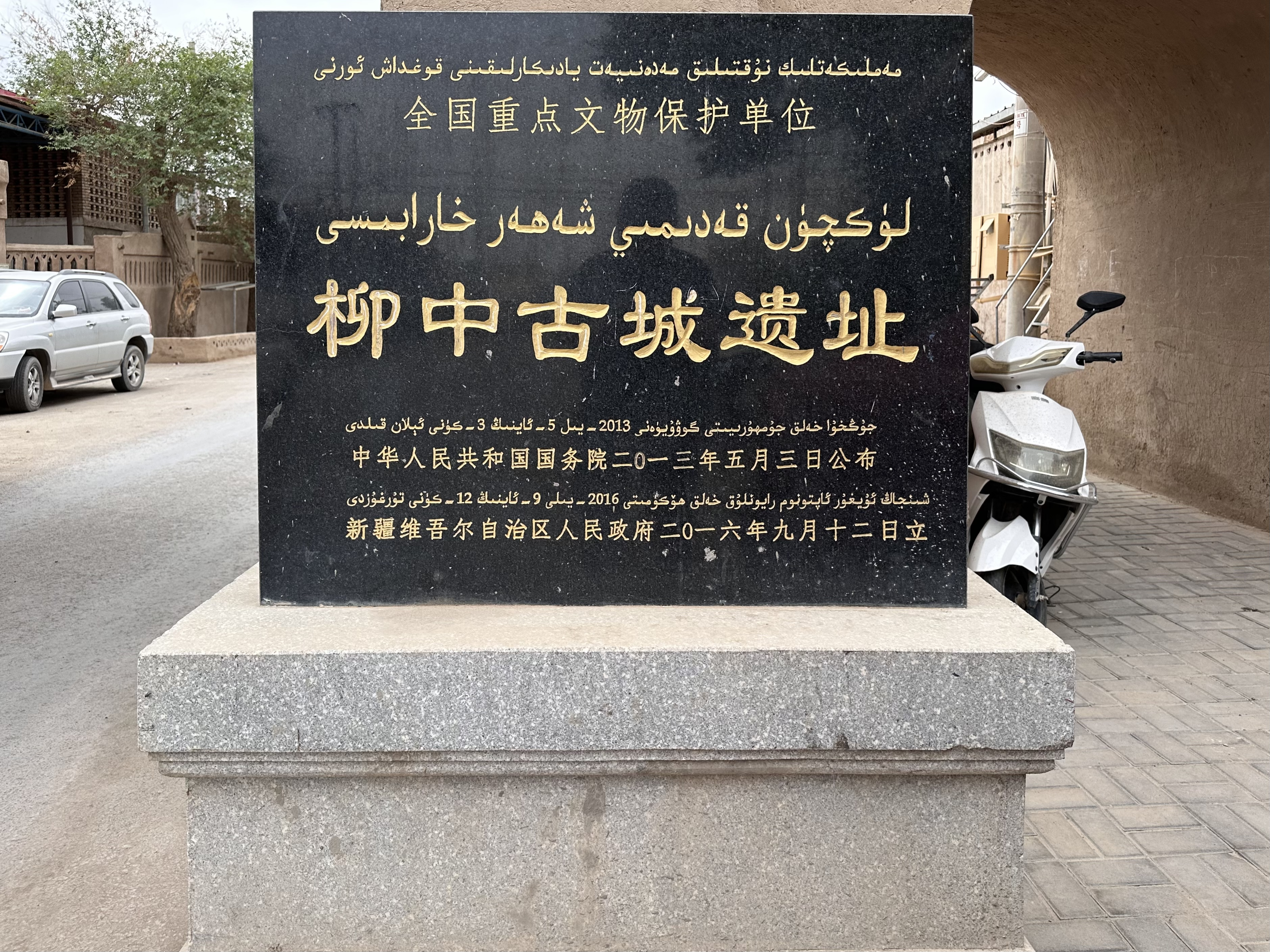
柳中古城是全国重点文物保护单位

最早将柳中古城作为遗址正式勘查的是“中国新疆考古第一人”黄文弼，他于1928年在吐鲁番考察期间勘查柳中古城。在《吐鲁番考古记》中记载鲁克沁镇“有一旧城，其建筑形式和方法，与哈拉和卓旧城同。疑即高昌时代之田地城，唐柳中城之遗址也”。1988年开始，鄯善县文物管理所、吐鲁番市文物局、新疆社会科学院等文物保护部门多次调查柳中古城。
1999年7月，柳中古城遗址以“柳中城遗址”之名收录入第四批《新疆维吾尔自治区文物保护单位名录》。2013年，当地政府实施多个项目以保护柳中古城遗址，包括划定保护范围、修建保护围栏、迁移保护范围内的住户等。2013年3月，中华人民共和国国务院公布第七批全国重点文物保护单位，柳中古城遗址作为古遗址位列其中。

## 建筑遗存
柳中古城遗址可分为唐代古城遗迹、18世纪修建的吐鲁番回部札萨克多罗郡王额敏和卓的郡王府遗迹、19世纪安集延时代修建的外城墙遗迹。1960年代，柳中古城遗址的大致形貌尚存，遗址内城、外城、关城、出入口皆有所保留。外城东西尚余2千米，南北长约1千米，面积近2平方千米，平面呈方形，墙宽约6米；内城南北约700米，东西约800米，面积约0.6平方千米，平面呈方形，内城的西城墙与外城墙相连。内城正西存郡王府遗迹，郡王府遗迹轮廓完整，东西约30米，南北长48米，位于一处高约15米的黄粘土质台基上，远高于周边民居，“王爷台”得名于此。郡王府最初有3层中国传统建筑的殿阁，有超过百间房屋，进入郡王府时需经过吊桥。
如今的柳中古城遗址外城城墙已基本无存，内城主要在西侧存有几处南北方向的城墙。其中一段超过50米的城墙位于内城西南角，此处城墙高约12米，基础宽5到8米不等，顶部宽残余3米有余。在此处城墙的中部和北端有2处洞口。层夯厚约10厘米。也有十余处城墙遗址分布在民居院落之中。郡王府则仅存台基。